# 1510.
◄ | 15. stoljeće | 16. stoljeće | 17. stoljeće | ►
◄ | 1480-ih | 1490-ih | 1500-ih | 1510-ih | 1520-ih | 1530-ih | 1540-ih | ►
◄◄ | ◄ | 1507. | 1508. | 1509. | 1510. | 1511. | 1512. | 1513. | ► | ►►
Arhitektura • Astronomija • Glazba • Kazalište • Kiparstvo • Knjige • Književnost • Kršćanstvo • Medicina • Politika • Pravo • Promet • Slikarstvo • Znanost
1510. je bila godina prema gregorijanskom kalendaru koja nije bila prijestupna, a započela je u utorak.
- Pobuna na otoku Hvaru.

## Događaji
- 27. veljače – Afonso de Albuquerque osvaja Gou.
- bitka kod Djerbe. Alžir  (1510. – 1525.), Bougie i Tripoli osvajaju Španjolci.
- 2. prosinca – Muhmed Šajbani pobjeđen je i ubijen u Mervu od strane sefavidskog šaha Ismaila. Njegov ujak ga nasljeđuje na mjestu uzbečkog kana.
- Vasilije III. osvaja Pskov.
- Turci zauzimaju Srebrenicu, u Bosni.
- Francuzi zauzimaju Milano, te su kasnije pobjeđeni i izbačeni iz Italije.
- izbija Hvarska buna.

## Rođenja
- 25. ožujka – Guillaume Postel, francuski orijentalist, matematičar, jezikoslovac († 1581.).
- 30. ožujka – Antonio de Cabezón, španjolski skladatelj (umro 1566.).
- 2. travnja – Ašikaga Jošiharu, japanski šogun (umro 1550.).
- 22. srpnja – Alessandro de' Medici, firentinski knez (umro 1537.).
- 28. listopada – Franjo Borgia, španjolski isusovac i katolički svetac (umro 1572.).
- 6. studenog – John Caius, engleski liječnik (umro 1573.).
- Jörg Breu mlađi, njemački slikar (umro 1547.).
- François Clouet, francuski slikar († 1572.).
- Ferenc Dávid, osnivač Unitarijanističke crkve (umro 1579.).
- Bernard Palissy, francuski keramičar (umro 1589. ili 1590.).
- Oda Nobuhide, japanski daimyō (umro 1551.).
- Ambroise Paré, francuski kirurg (umro 1590.).
- Matsunaga Hisahide, japanski daimyō (umro 1577.).
- Nicolas Durand de Villegagnon, francuski pomorac (umro 1571.).
- vjerojatno – Luigi Ghiraldi Lilio, talijanski liječnik i astronom (umro 1576.).
- vjerojatno – Luis de Morales, španjolski slikar (umro 1586.).
- vjerojatno – Lope de Rueda, španjolski književnik (umro 1565.).
- vjerojatno – Claudio Veggio, talijanski skladatelj (nepoznata godina smrti)

## Smrti
- 28. veljače – Juan de la Cosa, španjolski istraživač i kartograf (rođen oko 1460.).
- 1. ožujka – Francisco de Almeida, portugalski plemić i istraživač (rođen oko 1450.).
- 10. ožujka – Johann Geiler von Kaisersberg, njemački svećenik (rođen 1445.).
- 17. svibnja – Sandro Botticelli, talijanski slikar (rođen 1445.).
- 10. srpnja – Katarina Cornaro, ciparska kraljica (rođena 1454.).
- 27. srpnja – Giovanni Sforza, talijanski kondotjer (rođen 1466.).
- Agüeybaná, poglavica Taína
- Ambrogio Calepino, talijanski leksikograf (rođen 1450.).
- Giorgione, talijanski slikar (rođen oko 1477.).
- Bohuslav Hasištejnský, češki pisac (rođen 1461.).
- Mihnea cel Rău, vlaški vojvoda

## Vanjske poveznice
|  | Zajednički poslužitelj ima još gradiva o temi 1510. |